# Susy Schmid
Susy Schmid (* 18. Dezember 1964 in Aarau) ist eine Schweizer Krimi-Schriftstellerin.

## Leben
Susy Schmid ist im aargauischen Gebenstorf aufgewachsen und liess sich zur Buchhändlerin ausbilden. Von 1999 bis zu seinem Tod 2003 war sie mit dem Krimiautor Alexander Heimann verheiratet. 1994 begann Schmid eigene Krimis zu schreiben und veröffentlichte fünf Jahre später eine erste Sammlung von Kurzgeschichten im Cosmos Verlag Muri bei Bern, dem sie auch für die drei nachfolgenden Kriminalromane die Treue hielt.
Susy Schmid ist Mitglied im Krimi Schweiz – Verein für schweizerische Kriminalliteratur.

## Auszeichnung
1. Preis im Kurzkrimiwettbewerb der Burgdorfer Krimitage 1994

## Werke
- Die Bergwanderung und andere Grausamkeiten. Krimi-Kurzgeschichten. Cosmos, Muri bei Bern 1999, ISBN 3-305-00390-1
  - als Hörbuch: 2 CDs, gelesen von Therese Affolter, Beltershausen 2002, ISBN 3-89614-253-4
- Himmelskönigin. Kriminalroman. Cosmos, Muri bei Bern 2003, ISBN 3-305-00391-X
  - als Taschenbuch: Ullstein, Berlin 2005, ISBN 3-548-25993-6
- Das Wüste lebt. Kriminalroman. Cosmos, Muri bei Bern 2007, ISBN 978-3-305-00392-1
- Oktoberblau. Kriminalroman. Cosmos, Muri bei Bern 2011, ISBN 978-3-305-00393-8